# Hai'an
|  | No s'ha de confondre amb Hainan. |

Hai'an (xinès: 海安; pinyin: Hǎi'ān; lit. 'pau del mar') és una ciutat a nivell de comtat sota l'administració de la ciutat a nivell de prefectura de Nantong, a la província de Jiangsu, a la República Popular de la Xina. Limitant amb Dongtai al nord, Rudong al sud-est, Rugao al sud, Taixing al sud-oest i Jiangyan a l'oest, la ciutat es troba a la riba sud-oest de la Mar Groga.
La ciutat de Hai'an inclou 14 pobles: Hǎi'ān (海安), Lǎobàgǎng (老坝港), Jiǎoxié (角斜), Lǐbǎo (李堡), Xīchǎng (西场), Dàgōng (大坝港), (大公镇), (大公镇), (公镇), Chāngōng (大公镇)), Yǎzhōu (雅周), Qūtáng (曲塘), Hújí (胡集), Nánmò (南莫), Báidiàn (白甸) i Dūntóu (墩头).